# 皮埃尔·拉蒙
皮埃尔·拉蒙（法語：Pierre Ramond，1943年1月31日—），美国理论物理学家，佛罗里达大学物理系杰出教授，以其对超弦理论的贡献而知名。

## 生平
拉蒙出生于法国塞纳河畔讷伊，1965年毕业于新泽西理工学院，后进入雪城大学深造。1969年获雪城大学物理系博士学位，其导师为物理学家A·P·巴拉坎德拉（A. P. Balachandran）。1969年至1971年间在费米实验室作博士后研究。1971年起任教于耶鲁大学。1976年前往加州理工学院任职。1980年起成为佛罗里达大学物理系教授，1999年获“杰出教授”（Distinguished Professor）头衔。
拉蒙是美国物理学会会士、美国文理科学院院士，曾获得过奥斯卡·克莱因奖章（2004年）、丹尼·海涅曼数学物理奖（2015年）等奖项。

## 学术贡献
拉蒙对超弦理论的发展有着重要贡献，是超弦理论的奠基人之一。1971年，拉蒙将狄拉克矩阵推广至弦论，在弦的世界面上引入了费米场。其间他发现了两维超对称，从而为四维时空中的超对称打下了基础。正是基于他的工作，约翰·施瓦茨与安德烈·内沃（André Neveu）发展了同时包含费米弦与玻色弦的弦理论。